# Zadubrowje (przystanek kolejowy)
Zadubrowje (ros. Задубровье) – przystanek kolejowy w miejscowości Zadubrowje, w rejonie szyłowskim, w obwodzie riazańskim, w Rosji. Położony jest na linii Moskwa – Riazań – Samara.